# Джоди Лукоки
Джоди Лукоки (на суахили: Jody Lukoki; на френски: Жоди Люкоки; на нидерландски: Йоди Льококи) е конгоанско-нидерландски футболист, крило. Роден е на 15 ноември 1992 г. в град Кинду, Заир. От 23 юни 2015 г. е състезател на Лудогорец. Лукоки умира на 9 май 2022 г.

## Кариера
Лукоки е юноша на нидерландските ВВА/Спартан, Йънг Бойс Харлем и Аякс. Като професионалист започва да играе в „Аякс" когато е на 18 години. След това играе като преотстъпен в СК „Камбюр", след което преминава за един сезон в ПЕК „Зволе". На 19 март 2015 г. дебютира в националния отбор на своята страна.

## „Лудогорец"
Дебютира за „Лудогорец“ в официален мач от А ПФГ на 18 юли 2015 г. в срещата от първия кръг „Литекс“-„Лудогорец“ 2 – 0 . Дебютира в Б ПФГ на 30 август 2015 г. в срещата „Лудогорец II“ – „Литекс II“ 2 – 1 . Отбелязва първия си гол в официален мач в срещата от втория предварителен кръг на Шампионската лига на 12 юли 2016 г. между „Лудогорец“-„Младост“ (Подгорица) 2 – 0 . Отбелязва първия си гол за „Лудогорец“ в ППЛ на 26 ноември 2016 г. в срещата ПФК „Ботев“ (Пловдив)-„Лудогорец“ 1 – 3 .

## Успехи

### „Аякс“
- Шампион на Нидерландия (3): 2010/11, 2011/12, 2012/13

### „Лудогорец"
- Шампион на България (4): 2015/16, 2016/17, 2017/18, 2018/19
- Суперкупа на България (2): 2018, 2019